# Anaglyptus gibbosus
Anaglyptus gibbosus là một loài bọ cánh cứng trong họ Cerambycidae.